# Literatura austriacka
Niektóre z zamieszczonych tu informacji wymagają weryfikacji.
Dokładniejsze informacje o tym, co należy poprawić, być może znajdują się w dyskusji tego artykułu.
 Po wyeliminowaniu niedoskonałości należy usunąć szablon [[Szablon:Dopracować|]] z tego artykułu.
Literatura austriacka – niemieckojęzyczna literatura Austrii. Ze względu na swą specyfikę językową jest ściśle związana z literaturą niemieckojęzyczną.

## Geneza i tło
O literaturze austriackiej można mówić od czasu, gdy Franciszek II Habsburg w roku 1806 ogłosił rozwiązanie Świętego Cesarstwa Rzymskiego i jako cesarz Franciszek I stał się pierwszym władcą Austrii. Tego typu wyraźne cezury w przypadku zjawisk kulturowych często nie sprawdzają się i za autora literatury austriackiej uważa się również na przykład Emanuela Schikanedera – autora libretta do Czarodziejskiego Fletu Wolfganga Amadeusa Mozarta, a także średniowiecznego minstrela Dietmara von Aist. Jednak pierwsi znaczący przedstawiciele tej literatury pojawili się dopiero w XIX wieku.
Literatura Austrii powstająca pod rządami Habsburgów miała, ze względu na polityczne oraz społeczno-kulturalne uwarunkowania, charakter odrębny w stosunku do reszty literatury obszaru niemieckojęzycznego. Autorytarne rządy cesarzy z katolicyzmem, mającym rangę religii państwowej, i skromnym wpływem reformacji oraz sprawne działanie aparatu biurokratycznego i cenzury stwarzały bardziej zamknięty klimat niż w reszcie państw niemieckich. Również wielonarodowościowy charakter państwa austriackiego z przenikającymi się tradycjami i kulturami różnych narodów wpływał na unikatowy charakter powstających utworów oraz barwność opisywanego w nich świata. Wreszcie sam krajobraz państwa z dominującą rolą dorzecza Dunaju oraz Alp i Karpat nie jest tutaj bez znaczenia.
Znacznym problemem była cenzura, próbująca kontrolować zawartość publikowanych utworów czy wystawianych na deskach teatralnych dramatów, wpływając na podejmowanie czy unikanie przez twórców określonej tematyki. Piętnowane były zwłaszcza wszelkie próby, nawet niezamierzonego, przedstawiania w złym świetle panującej dynastii Habsburgów. Ogromne problemy z cenzurą miał np. uważany za jednego z najwybitniejszych twórców austriackich XIX w. Franz Grillparzer, co doprowadziło do zarzucenia przez niego w kwiecie wieku pracy literackiej w ogóle.
Wszystkie te czynniki zaowocowały pewnymi, dość istotnymi różnicami występującymi między literaturą niemiecką a austriacką. Twórcy austriaccy zmuszeni zostali do posługiwania się innym arsenałem środków literackich niż pisarze niemieccy. Opisując świat i rzeczywistość, częściej sięgali po ezopowy język, częściej uciekali się do sztafażu historycznego, magicznego, chętniej wprowadzali elementy fantastyki, nierealności, baśniowości. Stąd blisko już do spostrzeżenia, iż najbardziej wartościowe dzieła literatury austriackiej są w głównej mierze dalekie od konwencji realistycznej, unikają prostego mimetyzmu, czego świadectwem jest twórczość takich pisarzy jak Gustav Meyrink, Alfred Kubin, Franz Kafka, Hugo von Hofmannsthal, Fritz von Herzmanovsky-Orlando (1877-1954), czy – biorąc pod uwagę autorów bardziej współczesnych – Peter Marginter (1934-2008) lub Herbert Rosendorfer (1934-2012).

## Przed powstaniem cesarstwa

### Średniowiecze
W drugiej połowie XII wieku Austria stała się miejscem narodzin, a później centrum niemieckojęzycznej poezji rycerskiej – minnesangu. Z jej terenów pochodzili i najprawdopodobniej tutaj tworzyli Der von Kürenberg i Dietmar von Aist. Dwór wiedeński stał się centrum tej twórczości i tak tutaj u boku pieśniarza Reinmara von Hagenau pierwsze kroki stawiał najbardziej znany minnesinger Walther von der Vogelweide. Także na terenie Austrii na przełomie XII i XIII wieku powstał największy średniowieczny niemiecki epos bohaterski – Pieśń o Nibelungach. W XII wieku rozwijała się także satyra, której ważnym przedstawicielem był Seifried Helbling.
W późniejszym okresie rycerski minnesang przeszedł w uprawiany przez mieszczan – meistersang. Pieśniarstwo stało się rzemiosłem, które jednak wydało prawdziwych mistrzów. Znanymi pieśniarzami tego nurtu, którzy mieli związki z dworami cesarskimi w Wiedniu i Innsbrucku, byli Michael Beheim i Hans Sachs.
Oprócz poezji dworskiej rozwijał się też dramat. Szczególnie dotyczyło to widowisk pasyjnych. Przykładem tego rodzaju utworu jest austriacka Das Wiener Passionsspiel.

### Odrodzenie i barok
W okresie odrodzenia silną pozycję miała myśl katolicka oraz prądy humanistyczne. Między innymi na terenie Austrii działał św. Piotr Kanizjusz – twórca „Niemieckiego katechizmu”. Szczególną rolę w promowaniu humanizmu grał cesarz Maksymilian I, który na swoim wiedeńskim dworze skupiał takich niemieckich humanistów jak Konrad Celtis – założyciel Collegium Poetarum czy późniejszy poeta laureat Vadian (Joachim von Watt).
W baroku rozwijał się teatr kolegiów jezuickich oraz opera oparta na wzorach włoskich. W tradycję katolickiej literatury wpisał się ze swoimi satyrami i kazaniami mnich Abraham a Sancta Clara. Innym ważnym kaznodzieją walczącym z reformacją był działający w Wiedniu, Grazu i Linzu jezuita Georg Scherer.

### Oświecenie
Idee oświecenia rozwinęły się na terenie Austrii w XVIII w. za czasów panowania cesarzowej Marii Teresy oraz jej syna Józefa II. Austriacka literatura tych czasów była pod silnym wpływem środowisk wolnomularskich i związana była z krytyką kleru. Uwarunkowania te spowodowały, że literatura zaczęła mieć charakter edukacyjny i instruujący oraz nastawienie krytyczno-satyryczne. Jednym z ważniejszych nośników idei oświecenia w literaturze był założony w roku 1777 Wienerischer Musen-Almanach (od roku 1786 Wiener Musen-Almanach) – rocznik literacki redagowany początkowo przez Josepha Franza von Ratschky oraz Gottlieba von Leon, a który był od roku 1781 współredagowany (a w niektórych latach nawet redagowany samodzielnie) przez Aloysa Blumauera. Ważne miejsce w literaturze Austrii tego okresu grał także Johann Baptist von Alxinger, który napisał nawiązujące do tradycji masońskich eposy rycerskie Doolin von Maynz (1787) oraz Bliomberis (1791). Jego poezja wpisała się zaś w nurt antyklerykalny. W ramach tego nurtu tworzył również niedoszły mnich Johann Pezzl. Klasyczna wizja poezji Josepha Schreyvogela wpłynęła istotnie na późniejszych autorów (m.in. na Franza Grillparzera). Autor ten przyczynił się też znacznie do zwiększenia poziomu teatru austriackiego tego okresu. Kolejnym ważnym dramaturgiem tego okresu, historyczną tematyką swoich utworów już jednak bardziej tkwiący w romantyzmie, był Johann Nepomuk von Kalchberg.

## Pierwsza połowa XIX w.
Głównym przedstawicielem literatury austriackiej w XIX w. jest Franz Grillparzer, tworzący zróżnicowane formalnie dzieła, inspirowane rozmaitymi prądami kulturowymi (oświeceniem, klasycyzmem, romantyzmem niemieckim). Grillparzer pisał głównie dramaty, ale także opowiadania, m.in. uchodzące za najlepsze i najbardziej reprezentatywne Klasztor pod Sandomierzem (Das Kloster bei Sendomir) oraz Ubogi grajek (Der arme Spielmann, obydwa 1848).
Innym ważnym przedstawicielem tego okresu jest Johann Nestroy, który specjalizował się w tworzeniu sztuk komediowych o rysach satyrycznych i parodycznych, co było szczególnie trudne w związku z obowiązującą cenzurą.
Z kolei Ferdinand Raimunds tworzył romantyczne komedie, w których istotną rolę odgrywała magia, bajkowa akcja, czy szczęśliwe zakończenia uzyskane na zasadzie deus ex machina. Często w swoich sztukach wyrażał moralne alegorie.
Głównym przedstawicielem prozy początków XIX w. w Austrii był Adalbert Stifter. Jego utwory charakteryzują się poszukiwaniem piękna i dobra; postacie usiłują dochować swoich moralnych zasad i poruszają się pośród wspaniałych, bogato opisanych krajobrazów. Zło, groza czy cierpienie pojawiają się tutaj z rzadka, co daje tej prozie bajkowy posmak.

## Druga połowa XIX w.
W okresie tym uprawiana była głównie proza realistyczna. Zgodnie z duchem pozytywistycznym przedstawiała one wątki historyczne oraz los ludzi z niższych warstw społecznych. Marie von Ebner-Eschenbach z uwagą przedstawiała codzienne życie mieszkających na terenie Moraw mało znaczących ludzi. Tego typu tematykę zawiera zbiór opowiadań Dorf- und Schlossgeschichten, 1883 (Historie ze wsi i zamku). Tematy społeczne w ujęciu realistycznym przedstawiał także Ludwig Anzengruber. Jego utwory prozatorskie skłaniają się wręcz ku naturalizmowi. Szczególne znaczenie w jego utworach ma antyklerykalna krytyka. Wyraz swój znalazła ona na przykład w jego najważniejszym dramacie Der Pfarrer von Kirchfeld, 1870 (Pastor z Kirchfeld). Z kolei Ferdinand von Saar nadał swojej realistycznej prozie charakter psychologiczny. Główną książką reprezentującą ten styl są Novellen aus Österreich, 1877 (Nowele z Austrii). Uważa się, iż jego utwory łączą literacki realizm XIX w. z modernistycznymi prądami początku XX w.

## Literatura przełomu XIX i XX w. i 20-lecia międzywojennego
W roku 1879 powstała grupa literacka Młody Wiedeń (niem. Jung-Wien). Punktem spotkań tego kręgu „nowoczesnych” autorów była przede wszystkim wiedeńska Café Griensteidl na Michaelerplatz. Autorzy tej grupy nie byli rozumiani przez szeroką publiczność. Z tego względu mieli oni trudności ze znalezieniem okazji do publikacji czy wystawienia utworów – byli izolowani w ramach literatury austriackiej. Tym ważniejsza była dla autorów możliwość uczestnictwa w grupie, dzięki której mogli ogłaszać swoje dzieła, po prostu czytając je lub recytując. Poza tym znajdowali w niej możliwość nawiązywania przyjaźni i kontaktów, które później ułatwiały możliwość publikacji. Rzecznikiem prasowym grupy był Hermann Bahr, który tworzył dramaty o charakterze impresjonistycznym. Podobnie od impresjonizmu zaczynał swe literackie poczynania Hugo von Hofmannsthal. Kolejnym członkiem grupy piszącym w tym stylu był uważany za najważniejszego jego przedstawiciela Peter Altenberg. Do zespołu należeli też literaci reprezentujący, przedstawiający szokujące w tamtym czasie wątki seksualne, nurt naturalizmu. Ważnym ich przedstawicielem był Arthur Schnitzler. Pod silnym wpływem grupy, choć nie należał do niej bezpośrednio, był twórca impresjonizmu i nowego romantyzmu Stefan Zweig. Pod koniec swojej działalności grupa spotkała się z silną krytyką ze strony pochodzącego z jej szeregów Karla Krausa, który w swoim czasopiśmie polityczno-literackim Die Fackel podnosił problem zerwania z tradycją literacką wśród członków Młodego Wiednia. Grupa zakończyła działalność około roku 1900.
Do najważniejszych pisarzy działających w trakcie i po pierwszej wojnie światowej (część publikowała również wcześniej) należeli najwybitniejsi twórcy XX wieku: Franz Kafka, Robert Musil, Hermann Broch, Elias Canetti i Joseph Roth, którzy, poza Kafką, znaleźli się na dożywotniej (w przypadku Canettiego trwającej aż do 1988 r.) emigracji w okresie faszystowskim.
Pozostali ważni autorzy tego okresu to:
- Ödön von Horváth (1901-1938),
- Gustav Meyrink (1868-1932),
- Rainer Maria Rilke (1875-1926),
- Leopold von Sacher-Masoch (1836-1895),
- Karl Hans Strobl (1877-1946),
- Georg Trakl (1887-1914).

## Literatura po II wojnie światowej
Po II wojnie światowej pisarze przynależący do tzw. Grupy Wiedeńskiej, m.in. Gerhard Rühm (ur. 1930), Hans Carl Artmann (1921-2000) oraz twórcy tacy jak Albert Paris Gütersloh (1887-1973), Alexander Lernet-Holenia (1897-1976) czy Heimito von Doderer (1896-1966) podjęli przerwane w okresie faszyzmu najlepsze tradycje nowoczesnej prozy austriackiej, proponując własny, niepowtarzalny sposób opisu i przeżywania świata.
W Wiedniu mieszkał pod koniec lat czterdziestych XX w. wywodzący się z Rumunii niemieckojęzyczny twórca Paul Celan (1920-1970), jednak w późniejszym czasie przeprowadził się on do Paryża.
W latach 60. i 70. pojawiła się nowa fala pisarzy austriackich. Jej przedstawicielami są:
- Ingeborg Bachmann (1926-1973)
- Thomas Bernhard (1931-1989)
- Peter Handke (ur. 1942)
- Andreas Okopenko (1930-2010)

Pozostali ważni powojenni pisarze austriaccy to m.in.:
- Christoph Ransmayr (ur. 1954)
- Robert Schneider (ur. 1961)
- Elfriede Jelinek (ur. 1946)

## Nagroda Nobla
W 1981 roku przyznano literacką nagrodę Nobla Eliasowi Canettiemu, w 2004 – Elfriede Jelinek, a w 2019 Peterowi Handke.

## Grupy i kierunki literackie
- Grupa Wiedeńska – neoawangardowa grupa artystów działająca w latach 50. i 60. XX w.[3]
- Grupa z Grazu – neoawangardowa grupa literacka działająca w Grazu na przełomie lat 60. i 70.[4]
- Młody Wiedeń – modernistyczna grupa artystyczna działająca w Wiedniu na przełomie XIX i XX w.[5]
- Podium – grupa literacka założona w 1970, zajmująca się także animacją życia literackiego[6]
- Wespennest – lewicowe ugrupowanie literackie-społeczne, związane z czasopismem o tej samej nazwie, założone w 1969[7]

## Antologie przekładów
W Polsce ukazały się liczne przekłady dzieł twórców literatury austriackiej, jak również wiele antologii, opracowań itp. Pośród antologii, prezentujących przekrojowo dorobek literatury austriackiej w obrębie form krótkich, można wymienić następujące:
- W błękicie kształt swój odmalować. Antologia współczesnej poezji austriackiej, wybór, wstęp, posłowie Stefan H. Kaszyński, Poznań 1972
- ..tu felix Austria... Antologia noweli austriackiej XX wieku, wybór, wstęp Stefan Lichański, Warszawa 1973.
- Czyż jest piękniejszy kraj... Opowiadania austriackie, tenże, Warszawa 1980.
- Górski kryształ. Antologia dawnej noweli austriackiej, wybór i opracowanie Stefan H. Kaszyński, Poznań 1990
- Spotkanie poza czasem. Antologia fantastycznej noweli austriackiej, wybór i opracowanie Stefan H. Kaszyński, Poznań 1990
- Współczesna poezja austriacka, wybór i opracowanie Dorothea Müller-Ott, Joanna Ziemska, Kraków 1997